# The Way of the Dog
The Way of the Dog, titulado El Camino del Perro en Hispanoamérica y A la manera del perro en España, es el vigesimosegundo y último episodio de la trigesimoprimera temporada de la comedia animada estadounidense Los Simpson, y el episodio 684 de la serie en general. Fue estrenado el 17 de mayo de 2020 en Estados Unidos, el 8 de noviembre del mismo año en Hispanoamérica y el 6 de julio de 2021 en abierto en España. En el episodio, el perro de la familia Santa's Little Helper muerde a la matriarca Marge, lo que hace que la familia reflexione sobre la difícil vida que el perro llevó antes de ser adoptado por la familia y terminan reuniéndose con él y con su madre para evitar tener que sacrificarlo. 
El episodio está ambientado en Navidad y fue estrenado en mayo, 7 meses antes de las fiestas.
El episodio está dedicado a la memoria de Little Richard, quien apareció anteriormente en el episodio "Special Edna" y había fallecido el 9 de mayo de 2020. 
El episodio ha recibido una recepción positiva de la crítica. Este episodio junto a "Livin La Pura Vida", "Thanksgiving of Horror", "Bart the Bad Guy" y "The Hateful Eight-Year-Olds" fueron los episodios con mejores críticas como una buena aceptación por parte de fanáticos, el público y la crítica durante la temporada 31 de la serie.
El episodio contiene algunos clips de "Simpsons Roasting on an Open Fire" de la primera temporada, presentados como escenas retrospectivas.
En Latinoamérica este fue el último episodio en el que prestaron su voz los actores de doblaje de la temporada 16.

## Argumento
El perro Santa's Little Helper está durmiendo en la casa de los Simpson y está soñando que está viendo a Ralph alcanzar las palomitas de maíz. Cuando de repente él se despierta con el olor a palomitas de maíz preparadas por Marge para que Bart y Lisa puedan hacer una cuerda para poner en el árbol de Navidad.
Cuando Marge intenta ponerle un gorro de Papá Noel a Santa's Little Helper, él tiene miedo, tiene recuerdos de su pasado y se resiste a que se lo pongan para una foto para la tarjeta familiar de Navidad.
Cuando la familia regresa de comprar regalos, encontraron el sofá destrozado por el perro y Bart cree que lo hizo él mismo. El perro está deprimido en un ángulo y Lisa propone llevarlo a una psicóloga, Elaine Wolff.
Lo traen a la Universidad del Conocimiento de Springfield, donde Elaine está dando una conferencia, que es interrumpida por su amante Clayton informándole que dejó a su ex, pero después de la conferencia ella se niega a ayudarlos. En casa, cuando Marge intenta llevarse el gorro de Papá Noel para limpiarlo, el perro la muerde, por lo que lo llevan a un médico de mascotas que le propone sacrificarlo pero ellos se niegan.
Mientras hacen los arreglos para mantener al perro afuera, sin éxito, el Jefe Wiggum llega a la casa y les informa que el control de animales viene para llevárselo, pero Elaine llega antes que ellos y lo lleva con ella al Instituto de Terapia Conductual Dognitiva.
En el instituto, Santa's Little Helper sueña con su madre, cuando su anterior dueño se lo quitó a su madre, por lo que Elaine le da una pastilla para dormir mejor. Mientras tanto, en la habitación de Bart, Bart le pregunta a Homer si va a recuperar a su perro y luego ambos comienzan a orar y Lisa y Marge se unen a la oración. Pero Homer dice que el perro posiblemente se perdió para siempre y que ha hecho unir a la familia y eso hizo llorar a Bart creyendo que no lo volvería a ver más. Al día siguiente, Elaine le pregunta al perro como se siente por la familia, durante la cual Clay interrumpe a Elaine y le propone matrimonio, pero ella se niega.
Inmediatamente después, el perro ataca a otro perro en su pecho, y Elaine se entera de que escondió el gorro de Papá Noel en él, lo cual es el motivo de su comportamiento. Ella lo lleva a casa y Bart recuerda que es el gorro que él mismo llevaba la noche que adoptaron al perro por primera vez y aparecen algunos clips del episodio "Simpsons Roasting on an Open Fire".
Elaine dice que tiene que enfrentarse a su dueño anterior Les Moore, debido a que el perro tiene trastorno por estrés postraumático.
En su casa, cuenta la historia de como alejó al perro de su madre una vez que descubre lo rápida que es y todos se turnan para abofetear a Les por su acción, hasta que el perro finalmente se reúne con su madre, la perra She Biscuit. Al final, la familia se lleva a She Biscuit a casa, solucionando los problemas, pero el gato Snowball II le indica al pez que se lo va a comer.

## Recepción
Escribiendo para The A.V. Club, Dennis Perkins le dio al episodio una B+, elogiándolo por el intento de hacer un estudio serio del personaje de Santa's Little Helper, pero señalando que el final fue demasiado sentimental.
Tony Sokol, de Den of Geek, le dio al episodio 4 de 5 estrellas por su profundidad emocional y su capacidad para enriquecer el pasado del programa.